# Make Me... (bài hát)
"Make Me..." là một bài hát của nghệ sĩ thu âm người Mỹ Britney Spears, hợp tác với rapper G-Eazy cho album phòng thu thứ 9 của Spears, Glory (2016). Nó được sáng tác bởi Spears, Matthew Burns, Joe Janiak và Gerald Gillum và do Burns sản xuất, với Mischke phụ trách phần xử lý giọng hát. Sau một khoảng thời gian bị trì hoãn nhiều lần bởi những vấn đề về khâu sản xuất, "Make Me" được phát hành như là đĩa đơn đầu tiên trích từ album vào ngày 15 tháng 7 năm 2016 bởi RCA Records.
"Make Me..." nhận được những đánh giá tích cực từ các nhà phê bình âm nhạc. Về mặt thương mại, nó lọt vào top 10 trên các bảng xếp hạng ở Hungary và Phần Lan, và top 20 ở Canada, Pháp, Scotland và Hoa Kỳ, nơi bài hát đạt vị trí thứ 17 trên bảng xếp hạng Billboard Hot 100. Phiên bản đầu tiên cho video ca nhạc của "Make Me...", được đạo diễn bởi David Chapelle, đã bị từ chối vì bị cho rằng không thích hợp với bài hát. Ngay sau đó, một video ca nhạc khác được thay thế, do Randee St. Nicholas làm đạo diễn và phát hành vào ngày 5 tháng 8 năm 2016. Bài hát đã được thêm vào chương trình biểu diễn cư trú của Spears ở Las Vegas, Britney: Piece of Me và được thể hiện bởi Spears và G-Eazy tại Giải Video âm nhạc của MTV năm 2016 và Lễ hội Âm nhạc iHeart 2016.

## Tổng quan
Trong tháng 3 năm 2015, Britney tiết lộ rằng cô đang trong quá trình thực hiện những bản thu mới cho album phòng thu tiếp theo của mình. Ban đầu, "Make Me..." được thông báo sẽ được phát hành trong tháng 5 năm 2016 và cô trình diễn nó tại Giải thưởng âm nhạc Billboard 2016, theo sau là một album trong tháng 6. Tuy nhiên, do những phát sinh về phần sản xuất, bài hát đã bị trì hoãn cho tới mùa hè. Bài hát cuối cùng được phát hành vào ngày 14 tháng 7 năm 2016, thông qua iTunes Store, dưới hình thức tải kỹ thuật số. Nó cũng được phát hành một cách giới hạn trên các đài phát thanh để phát sóng sớm và trên các trang nghe nhạc trực tuyến vào ngày hôm sau. Ngoài ra, "Make Me..." được gửi đến các đài phát thanh hit đương đại vào ngày 19 tháng 7 năm 2016. Ngày 29 tháng 8 năm 2016, RCA đã gửi một phiên bản khác của bài hát đến các đài phát thanh pop, với tên gọi "VMA Eazy Remix".

## Diễn biến thương mại
"Make Me..." ra mắt ở vị trí thứ 17 trên bảng xếp hạng Billboard Hot 100 của Mỹ, trở thành bài hát thứ 34 của Spears lọt vào Hot 100 và là đĩa đơn có thứ hạng ra mắt cao thứ 6 trong sự nghiệp của cô, ngang bằng với thành tích của đĩa đơn đầu tay "...Baby One More Time". Nó đạt được hơn 96.000 lượt tải nhạc số trong tuần đầu phát hành, ra mắt ở vị trí thứ 3 trên Hot Digital Songs, cũng như 5,3 triệu lượt streaming và 20 triệu lượt khán giả yêu cầu trên radio. Trên bảng xếp hạng Pop Songs, "Make Me..." ra mắt ở vị trí thứ 31 và leo lên vị trí thứ 24 vào tuần sau. Sau khi phát hành video, bài hát đã tăng hạng trở lại trên Hot 100, từ vị trí thứ 67 đến 43. Với hiệu ứng từ màn trình diễn tại Giải Video âm nhạc của MTV năm 2016, "Make Me..." leo lên vị trí thứ 17 từ vị trí thứ 58, vị trí cao nhất mà nó từng đạt được. Nó đã bán được 71.000 bản trong tuần đó, với doanh số bài hát được hỗ trợ bởi việc giảm giá đến 69 cent trên iTunes Store. Trên bảng xếp hạng Streaming Songs, bài hát tái xuất ở vị trí thứ 33, trở thành vị trí cao nhất của nó.
Tại Úc, bài hát đạt hạng 39 trong tuần đầu, trở thành đĩa đơn top 40 thứ 31 của Spears, và hạng 11 tại Pháp, trở thành bài hát có thứ hạng cao nhất của cô kể từ "Work Bitch" (2013). Tuy nhiên, ở Vương quốc Anh, bài hát đã trở thành đĩa đơn mở đường đầu tiên từ album phòng thu của Spears không lọt vào top 10, đạt vị trí thứ 42.

## Video ca nhạc
Video ca nhạc của "Make Me..." được đạo diễn bởi Randee St. Nicholas và chính thức ra mắt trên Vevo vào ngày 5 tháng 8 năm 2016. Ban đầu, nó được thực hiện bởi đạo diễn David LaChapelle, người trước đó từng hợp tác với Spears trong video ca nhạc của đĩa đơn "Everytime" (2004). Tuy nhiên, hãng RCA từ chối phiên bản này và quyết định làm lại một video mới. Sau khi vấp phải những phản ứng trái chiều từ người hâm mộ, một bản kiến nghị đòi RCA phát hành video gốc của LaChapelle đã được tạo ra. Ngày 20 tháng 9 năm 2016, một phiên bản khác của video đã được phát hành thông qua trò chơi trên di động Britney Spears: American Dream. Phiên bản này đã loại bỏ phần câu chuyện trong video và chỉ bao gồm những hình ảnh trong hội trường buổi chụp hình của Spears.

## Trình diễn trực tiếp
Vào ngày 18 tháng 8 năm 2016, Spears đã thêm "Make Me", cũng như "Do You Wanna Come Over?" vào danh sách trình diễn vào chương trình biểu diễn cư trú của cô ở Las Vegas, Britney: Piece of Me. Spears và G-Eazy biểu diễn "Make Me... " trực tiếp lần đầu tiên tại Giải Video âm nhạc của MTV năm 2016, bên cạnh bản hit của G-Eazy "Me, Myself & I", vào ngày 28 tháng 8 năm 2016. Vào ngày 1 tháng 9 năm 2016, một màn trình diễn của bài hát đã được phát sóng từ Planet Hollywood ở Las Vegas cho chương trình Today. Ngày 24 tháng 9 năm 2016, tại Lễ hội âm nhạc iHeartRadio, Spears và G-Eazy một lần nữa thực hiện bản phối của "Make Me..." và "Me, Myself & I", như là tiết mục cuối cùng trong màn trình diễn của Spears. Tại Vương quốc Anh, Spears trình diễn bài hát tại Lễ hội Âm nhạc Apple vào ngày 27 tháng 9, và The Jonathan Ross Show vào ngày 1 tháng 10 năm 2016. Ngày 2 tháng 12 năm 2016, Spears trình diễn "Make Me" tại KIIS-FM Jingle Ball và 99.7's Triple Ho Show một ngày sau đó.

## Danh sách bài hát và định dạng
- Tải kĩ thuật số

1. "Make Me..." hợp tác với G-Eazy – 3:51

- The Remixes[33]

1. "Make Me..." hợp tác với G-Eazy (Cash Cash Remix) – 4:07
2. "Make Me..." hợp tác với G-Eazy (Marc Stout & Tony Arzadon Remix) – 3:59
3. "Make Me..." hợp tác với G-Eazy (Tom Bundin Remix) – 3:09

- The Remixes EP[34]

1. "Make Me..." hợp tác với G-Eazy (Cash Cash Remix) – 4:07
2. "Make Me..." hợp tác với G-Eazy (Marc Stout & Tony Arzadon Remix) – 3:59
3. "Make Me..." hợp tác với G-Eazy (Tom Bundin Remix) – 3:09
4. "Make Me..." hợp tác với G-Eazy (Kris Kross Amsterdam Remix) – 3:11
5. "Make Me..." hợp tác với G-Eazy (FTampa Remix) – 3:15

## Thành phần thực hiện
Kĩ thuật
- Giọng của Britney Spears được thu âm tại 158 Studios, California; West Lake Village, California; The Studio tại the Palms, Las Vegas, New York.
- Giọng của G-Eazy được thu âm tại Sing Sing Recording Studios, Melbourne, Australia.
- Phối khí tại Larrabee Studios, North Hollywood, California.

Cộng tác viên
| - Britney Spears – giọng chính, viết lời - Burns – viết lời, sản xuất, thu âm - Joe Janiak – viết lời, giọng nền, phối khí - G-Eazy – giọng hát, viết lời - Mischke – xử lý giọng hát | - Benny Faccone – hỗ trợ xử lý giọng hát - Rob Katz - hỗ trợ xử lý giọng hát - Aaron Dobos - thu âm giọng hát - Dave Nakaji - hỗ trợ phối khí - Maddox Chimm - hỗ trợ phối khí |

## Xếp hạng
| Bảng xếp hạng (2016)                            | Vị trí cao nhất |
| ----------------------------------------------- | --------------- |
| Úc (ARIA)                                       | 39              |
| Áo (Ö3 Austria Top 40)                          | 61              |
| Bỉ (Ultratip Flanders)                          | 33              |
| Bỉ (Ultratip Wallonia)                          | 17              |
| Canada (Canadian Hot 100)                       | 20              |
| Canada CHR/Top 40 (Billboard)                   | 18              |
| Canada Hot AC (Billboard)                       | 30              |
| Cộng hòa Séc (Singles Digitál Top 100)          | 51              |
| Phần Lan (Suomen virallinen lista)              | 8               |
| Pháp (SNEP)                                     | 11              |
| Trường songid là BẮT BUỘC CHO BẢNG XẾP HẠNG ĐỨC | 71              |
| Hungary (Single Top 40)                         | 6               |
| Ireland (IRMA)                                  | 51              |
| Israel (Media Forest)                           | 9               |
| Ý (FIMI)                                        | 56              |
| Nhật Bản (Japan Hot 100)                        | 46              |
| New Zealand Heatseekers (RMNZ)                  | 3               |
| Bồ Đào Nha (AFP)                                | 51              |
| Scotland (OCC)                                  | 17              |
| Slovakia (Singles Digitál Top 100)              | 52              |
| Tây Ban Nha (PROMUSICAE)                        | 80              |
| Thụy Sĩ (Schweizer Hitparade)                   | 58              |
| Anh Quốc (OCC)                                  | 42              |
| Anh Quốc Download (OCC)                         | 18              |
| Hoa Kỳ Billboard Hot 100                        | 17              |
| Hoa Kỳ Adult Pop Airplay (Billboard)            | 34              |
| Hoa Kỳ Dance Club Songs (Billboard)             | 1               |
| Hoa Kỳ Pop Airplay (Billboard)                  | 20              |

## Chứng nhận
| Quốc gia | Chứng nhận | Số đơn vị/doanh số chứng nhận |
| --- | ---------- | ----------------------------- |
| Canada (Music Canada) | Vàng       | 40,000*                       |
| Hoa Kỳ (RIAA) | Vàng       | 500.000‡                      |
| * Chứng nhận dựa theo doanh số tiêu thụ. ^ Chứng nhận dựa theo doanh số nhập hàng. ‡ Chứng nhận dựa theo doanh số tiêu thụ và phát trực tuyến. |            |                               |

## Lịch sử phát hành
| Nước     | Ngày                                 | Định dạng                           | Nhãn     | Nguồn  |
| -------- | ------------------------------------ | ----------------------------------- | -------- | ------ |
| Toàn cầu | 15 tháng 7 năm 2016                  | Tải kĩ thuật số Streaming           | RCA Sony | [ 62 ] |
| Ý        | 15 tháng 7 năm 2016                  | Hit radio đương đại                 | Sony     | [ 63 ] |
| Mỹ       | 19 tháng 7 năm 2016                  | Hit radio đương đại                 | RCA      | [ 14 ] |
| Ý        | 27 tháng 6 năm 2016 (phiên bản solo) | Hit radio đương đại                 | Sony     | [ 65 ] |
| Toàn cầu | 12 tháng 8 năm 2016                  | Tải kĩ thuật số streaming (Remixes) | RCA Sony | [ 33 ] |